# Astarotte
Astarotte è un personaggio del poema di Luigi Pulci intitolato il Morgante.
Astarotte è un diavolo saccente e miscredente che si interessa di scienza. Egli riceve da Malagigi l'ordine di recarsi in Egitto per riportare Rinaldo a Roncisvalle dove si dovrà svolgere la battaglia.
Il diavolo, contento dell'incarico, preleva il paladino e lo trasporta in volo al luogo designato e, mentre sorvolano il Mediterraneo verso Gibilterra, lo intrattiene spiegandogli, secondo le nuove concezioni scientifiche del Quattrocento, come è formata la gerarchia dell'Inferno e quella del cielo sostenendo che oltre le colonne d'Ercole ci sono altre terre dove vivono altri popoli e che la terra «sospesa sta fra le stelle sublimi.».
Come scrive Giovanni Titta Rosa«Religione e teologia si mescolano nel suo ragionare alle nuove intuizioni astronomiche del secolo; ma sono poste in bocca ad Astarotte con più petulanza che esattezza e con quel tono d'ironia tra scettica e miscredente che era del poeta e della corte dove egli viveva.».